# Auldearn
Auldearn är en ort i Storbritannien.   Den ligger i kommunen Highland och riksdelen Skottland, i den norra delen av landet, 700 km norr om huvudstaden London. Auldearn ligger 35 meter över havet och antalet invånare är 560.
Terrängen runt Auldearn är huvudsakligen platt, men åt sydväst är den kuperad. Havet är nära Auldearn åt nordväst. Runt Auldearn är det glesbefolkat, med 19 invånare per kvadratkilometer. Närmaste större samhälle är Nairn, 4,5 km väster om Auldearn. Trakten runt Auldearn består i huvudsak av gräsmarker.